# Lomaspilis
Lomaspilis là một chi bướm đêm thuộc họ Geometridae.